# Mathias Hecht
Pour les articles homonymes, voir Hecht.
Mathias Hecht, né le 26 mai 1980 à Willisau, est un triathlète suisse, vainqueur sur triathlon Ironman.

## Palmarès
Le tableau présente les résultats les plus significatifs (podium) obtenus sur le circuit international de triathlon depuis 2005,.
| Année | Compétition               | Pays             | Position           | Temps           |
| ----- | ------------------------- | ---------------- | ------------------ | --------------- |
| 2012  | Ironman Suisse            | Suisse           | Médaille de bronze | 8 h 42 min 8 s  |
| 2012  | Ironman Texas             | États-Unis       | Médaille de bronze | 8 h 22 min 58 s |
| 2011  | Ironman Suisse            | Suisse           | Médaille de bronze | 8 h 30 min 26 s |
| 2011  | Ironman St. George        | États-Unis       | Médaille d'or      | 8 h 32 min 3 s  |
| 2011  | Ironman Nouvelle-Zélande  | Nouvelle-Zélande | Médaille de bronze | 8 h 45 min 34 s |
| 2011  | Triathlon XL de Gérardmer | France           | Médaille de bronze | 4 h 30 min 13 s |
| 2011  | Ironman 70.3 Suisse       | Suisse           | Médaille de bronze | 3 h 54 min 36 s |
| 2010  | Ironman Afrique du Sud    | Afrique du Sud   | Médaille d'argent  | 8 h 28 min 53 s |
| 2009  | Ironman 70.3 Allemagne    | Allemagne        | Médaille de bronze | 4 h 5 min 52 s  |
| 2008  | Ironman Australie         | Australie        | Médaille de bronze | 8 h 42 min 48 s |
| 2008  | Ironman États-Unis        | États-Unis       | Médaille de bronze | 8 h 56 min 33 s |
| 2007  | Ironman Suisse            | Suisse           | Médaille d'argent  | 8 h 32 min 48 s |
| 2006  | Ironman Suisse            | Suisse           | Médaille d'argent  | 8 h 26 min 1 s  |
| 2005  | Ironman Western Australia | Australie        | Médaille de bronze | 8 h 32 min 16 s |